# Crystal Viper
Crystal Viper – polska grupa muzyczna wykonująca heavy metal. Zespół został założony w 2003 roku w Katowicach przez wokalistkę Martę Gabriel.

## Historia
Zespół założyła w 2003 roku w Katowicach wokalistka Marta Gabriel. Pierwszy koncert zespołu odbył się w klubie „Rampa”, w Chorzowie, w marcu 2004 roku w składzie: Marta Gabriel (wokal), Janusz Domagała (gitara), Paweł Szkołut (gitara), Marcin Gwoździk (perkusja) i Marek Mrzyczek (bas). W 2006 roku oficjalny skład zespołu utworzyli gitarzyści Łukasz „Andy Wave” Halczuch, basista Tomasz „Tommy Roxx” Targosz oraz perkusista Tomasz „Golem” Danczak. 25 lutego 2007 ukazał się debiutancki album grupy zatytułowany The Curse of Crystal Viper wydany nakładem niemieckiej wytwórni muzycznej Karthago Records. Po nagraniu płyty z zespołu odszedł Tomasz „Tommy Roxx” Targosz, którego zastąpił Dee Key. Z kolei Vicky'ego Vicka zastąpił Piotr „Pete Raven” Brzychcy. Tego samego dnia ukazała się również kompilacja nagrań grupy pt. The Last Axeman. Gitarzyści Piotr Brzychcy i Vicky Vick, jak i basista Dee Key, wspomagali zespół wyłącznie na pojedynczych koncertach, nigdy nie mając statusu członków zespołu.
W 2008 roku funkcję basisty objął Tomasz „Tom” Woryna. 1 lutego tego samego roku ukazał się drugi album grupy zatytułowany Metal Nation, który został wydany ponownie nakładem wytwórni muzycznej Karthago Records. W nagraniach gościnnie wzięli udział gitarzysta Manni Schmidt (utwór „1428”) znany z grupy Grave Digger oraz wokaliści Frank Knight (utwór „Her Crimson Tears”) z grupy X-Wild oraz Lars Ramcke (utwór „Legions Of Truth”) występujący w grupie Stormwarrior. Album został zmiksowany w Sonic Train Studios w szwedzkiej miejscowości Varberg przez gitarzystę Andy’ego LaRocque. Z kolei okładkę przygotował Chris Moyen, znany ze współpracy z grupami Beherit i Blasphemy.
W 2010 roku wokalistka Marta Gabriel została także gitarzystką. Zespół podpisał kontrakt z niemiecką wytwórnią muzyczną AFM Records, której nakładem ukazał się pierwszy album koncertowy Defenders of the Magic Circle: Live in Germany. Na płycie znalazł się występ zespołu zarejestrowany podczas koncertu na festiwalu Magic Circle w Loreley w Niemczech. 22 października tego samego roku ukazał się także trzeci album studyjny zespołu pt. Legends. Gościnnie w nagraniach wziął udział Kenny Earl Edwards pseud. Rhino znany z występów w grupie Manowar.

## Dyskografia
| Albumy - The Curse of Crystal Viper (2007, Karthago Records) - Metal Nation (2009, Karthago Records) - Legends (2010, AFM Records, Spiritual Beast Records) - Crimen Excepta (2012, AFM Records) - Possession (2013, AFM Records) - Queen Of The Witches (2017, AFM Records) - Tales of Fire and Ice (2019, AFM) Kompilacje - The Last Axeman (2008, Karthago Records) - Sleeping Swords (2009, Hard Rocker) Single i mini albumy - Defenders of the Magic Circle: Live in Germany (2010, AFM Records) - The Wolf and the Witch (2009, High Roller Records) - Stronghold (2009, Skol Records) | Kompilacje różnych wykonawców - A Tribute To W.A.S.P. (2006, Codiac Records, utwór „Wild Child”) - A Tribute to Cirith Ungol (2006, Solemnity Music, utwór „Chaos Rising”) - A Tribute To Manilla Road (2007, Solemnity Music, utwór „Flaming Metal Systems”) - A Tribute to Angel Witch (2007, Unbroken Metal, utwór „Atlantis”) - Tribute To Steel: A Tribute To Warlock (2008, Pure Steel Records, utwór „Mr. gold") - Reunation: A Tribute To Running Wild (2009, Remedy Records, utwór „Libertalia”) - Heavy Metal Hell: A Tribute To Metalucifer (2011, Skol Records, utwór „Warriors Ride On The Chariots”) Dema - Rehearsal Tape (2003, wydanie własne) - Live Demo (2004, wydanie własne) - Strike One (2005, wydanie własne) - The Soundhouse Tape (2005, wydanie własne) |